# Max Cavalera
Massimiliano Antônio Cavalera (Belo Horizonte, 4 d'agost de 1969) és un músic brasiler. Va ser vocalista i guitarrista del grup de thrash metal que compartia amb el seu germà Iggor, Sepultura entre els anys 1984 i 1996. Després d'abandonar la banda, per discrepàncies amb els altres integrants, ja que el grup no volia que la seva dona Gloria seguís com a mànager de la banda, i Max va decidir abandonar la banda, signant un document on renunciava al nom o marca "Sepultura".
Max Cavalera va tenir una infància difícil i, com altres casos, la música va ser la seva via de fugida, la forma de trobar un motiu per viure. Primerament amb Sepultura i després amb Soulfly. Max va estar un temps deprimit per tota la problemàtica que va envoltar la seva sortida de Sepultura, quan els sentiments professionals es van barrejar amb els personals pels conflictes entre les dues persones més unides a ell com el seu germà Iggor i la seva esposa Gloria. Però Max sempre va manifestar la seva intenció de tornar al món del metal i la seva promesa va quedar complerta quan va anunciar la creació de la seva nova banda de groove metall, Soulfly l'any 1997. Anteriorment Max havia participat en el projecte industrial Nailbomb, de curta durada, i amb el qual va editar l'àlbum Point Blank, i la presentació en viu al festival Dynamo 1995.
Max Cavalera s'interessa en temes religiosos i polítics, sovint amb to crític. La premsa (sobretot la nord-americana) el qualifica de religiós i que odia rotundament als polítics, encara que ell no comparteix aquesta afirmació.
A principis de la dècada dels 90 Max es va establir a Phoenix, Arizona, EUA., amb Gloria, la seva representant i esposa.
L'agost de l'any 2007, Max juntament amb el seu reconciliat germà Iggor Cavalera, més Joe Duplantier i Marc Rizzo, van formar el grup de Groove Metal Cavalera Conspiracy, amb el qual van debutar al maig en el Festival Electric Weekend de Getafe. El seu disc va sortir el 25 de març del 2008.
El 2014 va entrar a formar part de la banda Killer be killed.

## Col·laboracions
Ha col·laborat amb nombrosos artistes i grups de música en les seves diferents etapes: Amb Fred Durst i DJ Lethal del grup Limp Bizkit, també amb Corey Taylor del grup Slipknot, ha treballat també amb Chino Moreno dels Deftones, amb Jonathan Davis i David Silveria de Korn, igual que amb Cristian Machado de l'agrupació Ill Niño, amb Nemanja 'Coyote' Kojic, Grady Avenell, Tom Araya de Slayer, Chico Science, Dave Peters dels Throwdown, David Vincent de Morbid Angel, Jose Navarro, B. Rabouin, D. Perry, J. Olbert, Asha Rabouin, Burton C. Bell, Dino Cacessis, Christian Olde Wolbers de Fear Factory, Sean Lennon, amb el grup The Mulambo Tribe, també amb Danny Marianino, Greg Hall, Wiley Arnett, amb la banda argentina A.N.I.M.A.L., amb el seu parent Ritchie Cavalera, igual que amb Billy Milano, Paul Fillipenko, David Ellefson de Megadeth, amb Dave Grohl (en l'enregistrament del seu projecte Probot) i més recentment amb l'agrupació de cello metal Apocalyptica en la cançó anomenada "Repressed", en la qual també canta Matt Tuck, vocalista de Bullet For My Valentine i amb el Guitarrista de new way metall Edwin Gerardo.
Max ha estat un bon amic d'Anton Reisenegger, i també va participar en la cançó "I.M.Sense" al costat d'Ivan L. Moody de Five Finger Death Punch i fortament influenciat per Pentagram.
L'any 2010, va prestar la seva veu com a locutor d'una ràdio fictícia de Death Metall Liberty City Hard Core, que apareix en el DLC de GTA IV: The Lost and Damned. En la qual, Max apareix com a ell mateix, introduint les diferents cançons.

## Discografia

### Sepultura
- Bestial Devastation (1985)
- Morbid Visions (1986)
- Schizophrenia (1987)
- Beneath the Remains (1989)
- Arise (1991)
- Chaos A.D. (1993)
- Roots (1996)

### Nailbomb
- 1994- Point BlanK (Estudio Recording)
- 1995 Proud to Commit Comercial Suicide (Live Recording)

### Soulfly
- Soulfly (1998)
- Primitive (2000)
- 3 (2002)
- Prophecy (2004)
- Dark Ages (2005)
- Conquer (2008)
- Omen (2010)
- Enslaved (2012)
- Savages (2013)
- Archangel (2015)
- Ritual (2018)

### Cavalera Conspiracy
- Inflikted (2008)
- Blunt Force Trauma (2011)
- Pandemonium (2014)
- Psychosis (2017)

### Killer Be Killed
- Killer Be Killed (2014)